# Eclipse

Totalidade durante o eclipse solar de 1999. Proeminências solares podem ser vistas ao longo da borda (em vermelho) bem como extensivos filamentos coronais.

Um eclipse é um evento astronômico que ocorre quando a posição de um  objeto celeste em trânsito é coincidente ou atravessa, na posição aparente de outro, mais distante.
O termo é derivado do grego antigo ἔκλειψις (ékleipsis), do verbo ἐκλείπω (ekleípō), "deixar para trás", uma combinação do prefixo ἐκ- (ek-), das preposições ἐκ, ἐξ (ek, ex), "fora", e o verbo λείπω (leípō), "deixar"
.
Quando acontece um eclipse num sistema planetário, (não precisa ser o Sistema Solar), resguardando as devidas proporções, forma um tipo de maré de sizígia, que é a soma da forças gravitacionais dos astros envolvidos. Contudo, o termo eclipse é usado com mais frequência para descrever o fenômeno envolvendo o Sol, a Terra e a Lua. O eclipse solar tem esse nome porque o disco lunar oculta o disco solar, o eclipse lunar é quando a sombra da Terra é projetada na superfície lunar.
Entretanto, para efeitos de cálculos de distâncias, a ocultação, ocorrida em eventos além do sistema Terra-Lua, podem servir de referências por exemplo: um planeta quando riscado pela sombra de uma de suas luas ou uma lua entrando no cone de sombra do planeta que orbita, serve de estimativa para saber volume, distância e novas descobertas, quando os anéis (inobserváveis da Terra) de planetas gigantes, ocultam o raio de luz de uma estrela em trânsito nesse meio. Um sistema estelar binário também pode produzir eclipses se o plano de suas órbitas intersecta a posição do observador.

## Sizígia

Umbra, penumbra e antumbra projetadas por um objeto sólido ocultando uma fonte de luz extensa.

Uma sizígia é o alinhamento de três ou mais corpos celestes do mesmo sistema gravitacional em uma linha reta. A palavra é usada geralmente em conexão com o Sol, a Terra e a Lua ou outro planeta, onde o último pode ser em conjunção ou oposição. Eclipses solares e lunares acontecem em momentos de sizígia, e assim como em trânsitos e ocultações há uma sizígia entre uma estrela e dois corpos celestes, como um planeta e um satélite natural. A sombra criada pelo objeto mais próximo da estrela faz intersecção com o corpo mais distante, diminuindo a luminosidade que atinge a sua superfície. A região de sombra criada pelo corpo ocultante é dividida em umbra, onde a radiação da fotosfera da estrela é completamente bloqueada, e uma penumbra, onde somente parte da radiação é bloqueada
.
Um eclipse total acontece quando o observador está localizado dentro da sombra do objeto ocultante. A totalidade acontece no ponto de fase máxima durante um eclipse total, quando o objeto ocultado é completamente coberto. Quando a estrela e um objeto ocultante menor são praticamente esféricos, a umbra forma uma região em forma de cone de sombra no espaço.
A região além do fim da umbra é chamada de antumbra, onde um planeta ou lua será visto transitando através da estrela mas sem cobri-la completamente. Para um observador dentro da antumbra de um eclipse solar, por exemplo, a Lua parece menor que o Sol, resultando em um eclipse anular. O volume restante de espaço em sombra, onde somente uma fração do objeto ocultante sobrepõe-se à estrela, é chamada de penumbra. Um eclipse que não atinge a totalidade, como quando o observador está na penumbra, é chamado de eclipse parcial.
Para corpos esféricos, quando o objeto ocultante é menor que a estrela, o comprimento (L) do cone de sombra da Umbra é dado por:
{\displaystyle L\ =\ {\frac {r\cdot R_{o}}{R_{s}-R_{o}}}}
onde Rs é o raio da estrela, Ro é o raio do objeto ocultante, e r é a distância da estrela ao objeto ocultante. Para a Terra, o L é, em média, igual a 1,384×106 km, que é muito maior que o semieixo maior da Lua, de 3,844×105 km. Desta forma o cone umbral a Terra pode envolver completamente a Lua durante um eclipse lunar
.
Se o objeto ocultante possui uma atmosfera, entretanto, parte da luminosidade da estrela pode sofrer refração para dentro do volume da umbra. Isto acontece, por exemplo, durante um eclipse da Lua pela Terra - produzindo uma fraca luminosidade avermelhada da Lua mesmo na totalidade.
Um trânsito é também um tipo de sizígia, mas é usado para descrever a situação onde o objeto mais próximo é consideravelmente menor em tamanho aparente que o objeto mais distante. De forma semelhante, uma ocultação é uma sizígia onde o tamanho aparente do objeto próximo parece muito maior que o objeto distante, e o objeto distante fica completamente oculto durante o evento.
Um ciclo de eclipses acontece quando uma série de eclipses são separados por um certo intervalo de tempo. Isto acontece quando os movimentos orbitais dos corpos formam padrões repetitivos harmônicos. Um tipo particular é o ciclo de Saros, que resulta em uma repetição de eclipses solares ou lunares a cada 6.585,3 dias, ou pouco mais de 18 anos. Entretanto, pelo fato deste ciclo ter um número ímpar de dias, o eclipse sucessivo é visto em um lugar diferente do mundo.

## Sistema Terra-Lua
Um eclipse envolvendo o Sol, a Terra e a Lua pode acontecer somente quando estes se encontram praticamente em linha reta, permitindo que a sombra da luz solar atinja o corpo eclipsado. Devido ao fato do plano orbital da Lua ser inclinado em relação ao plano da órbita da Terra (a eclíptica), os eclipses só podem acontecer quando a Lua esteja próxima da interseção entre os dois planos (os nodos). O Sol e a Terra e os nodos estão alinhados duas vezes por ano, e os eclipses só pode acontecer em um período de cerca de dois meses em torno destes momentos. Pode haver de quatro a sete eclipses em um ano, que se repetem de acordo com os vários ciclos de eclipses, como o ciclo de Saros.

### Eclipse Solar

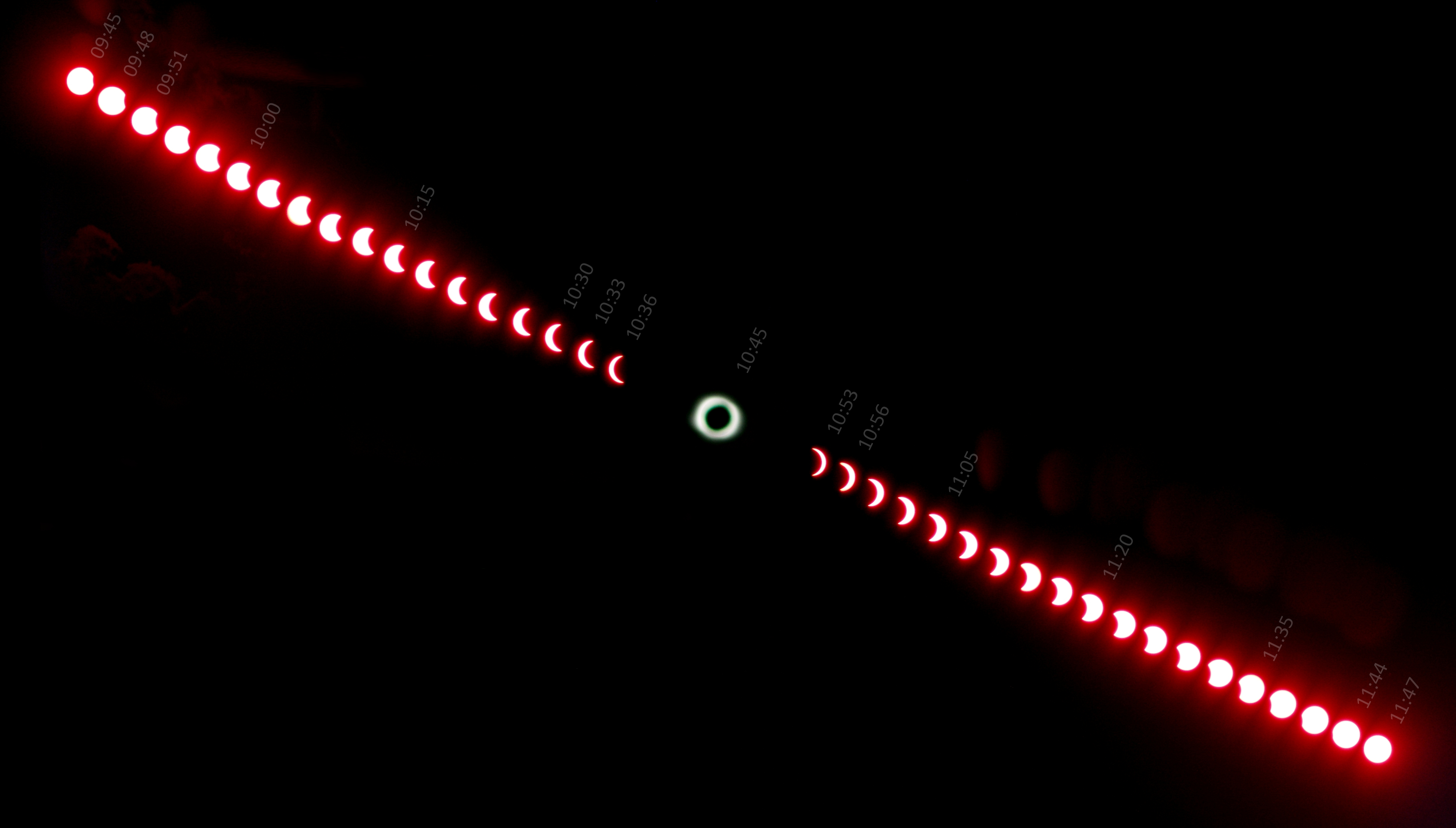
Progressão de um eclipse solar em 1 de agosto de 2008, visto em Novosibirsk, Rússia. As fotos foram feitas com intervalo de tempo de 3 minutos.

Um eclipse do Sol pela Lua é chamado de eclipse solar. O tipo de eclipse solar depende da distância da Lua à Terra durante o evento. Um eclipse total acontece quando a Terra intercepta a porção da umbra da sombra da Lua. Quando a umbra não atinge a superfície da Terra, o Sol é somente parcialmente oculto, resultando em um eclipse anular. Eclipses solares parciais acontecem quando o observador se encontra dentro da penumbra.

A magnitude da eclipse é a fração do diâmetro do Sol que é coberta pela Lua. Para um eclipse total, este valor é sempre maior ou igual a um. Tanto em eclipses anulares e totais, a magnitude do eclipse é o raio dos tamanhos angulares da Lua em relação ao Sol
.
Eclipses solares são eventos relativamente breves, que podem somente ser vistos em totalidade em um trecho relativamente estreito. Sob as condições mais favoráveis, um eclipse solar pode durar 7 minutos e 31 segundos, e pode ser visto em uma região de até 250 km. Entretanto, a região onde uma eclipse parcial pode ser observada é muito maior. A umbra da Lua avança para o leste a uma velocidade de 1.700 km/h, até não interceptar mais a Terra.
Durante um eclipse solar, a Lua pode algumas vezes cobrir perfeitamente o Sol por que seu tamanho aparente é praticamente o mesmo do Sol quando vistos da Terra. "Eclipse solar" é um nome incorreto, na verdade, o fenômeno é descrito mais corretamente como uma ocultação do Sol pela Lua ou um eclipse da Terra pela Lua.

### Eclipse Lunar

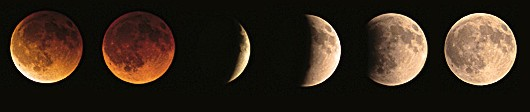
Progressão de um eclipse lunar. A fase de eclipse total é mostrada nas duas imagens do canto inferior direito. Foi necessária uma exposição mais longa para que os detalhes se tornassem visíveis.

Eclipses lunares acontecem quando a Lua passa pela sombra da Terra. Como isto acontece somente quando a Lua está no ponto mais distante da Terra, a partir do Sol, eclipses lunares só podem acontecer quando é lua cheia. Diferente de eclipses solares, um eclipse da lua pode ser observado praticamente por um hemisfério inteiro. Por esta razão é muito mais comum observar eclipses lunares dada uma certa localização. Um eclipse lunar também dura mais tempo, levando várias horas para se completar, e a totalidade geralmente leva entre 30 minutos a mais de uma hora
.
Existem três tipos de eclipses lunares: penumbral, quando a Lua atravessa somente a penumbra da Terra; parcial, quando a Lua cruza parcialmente a umbra da Terra; e total, quando a face da Lua fica totalmente dentro da umbra da Terra. Eclipses lunares totais passam todas as três fases. Mesmo durante um eclipse lunar total, entretanto, a Lua não fica completamente escura. A luz do Sol sofre refração da atmosfera da Terra e passa para a umbra, criando uma iluminação fraca. Da mesma forma que no pôr do sol, a atmosfera tende a espalhar a luz com comprimentos de onda mais curtos, desta forma a Lua iluminada por luz refratada possui um tom avermelhado
.

### Registro histórico
O registro dos eclipses solares tem sido feito desde tempos antigos.
O disco solar por ter o mesmo diâmetro aparente do lunar faz do acontecimento uma grande coincidência. Se considerarmos as distancias envolvidas quanto a abrangência do fenômeno. A perspectiva geométrica da projeção do cone das sombras umbra e penumbra em solo terreno, quando monitorada através de informações de seus habitantes, tem aplicações em agrimensura por isso as antigas nações, que se interessavam em medir as extensões de suas fronteiras comparando-as com o tamanho do planeta, passaram a se interessar pela extensão do fenômeno. Mas hoje em dia, as datas de eclipses podem ser usados para datação cronológica de eventos históricos. Um tablete de argila sírio registra um eclipse solar que aconteceu em 5 de Março de 1223 A.C.,

enquanto Paul Griffin alega que uma pedra na Irlanda registra um eclipse em 30 de novembro de 3340 AC.

O registro histórico chinês de eclipses solares vai mais de 4.000 anos atrás e tem sido usado para medir alterações na taxa de rotação da Terra
.
O registro de um eclipse solar aparece em uma inscrição oracular em um osso da Dinastia Shang, que se estima ter acontecido em 26 de maio de 1217 AC.[carece de fontes?] Registros de eclipses lunares são ainda mais antigos. Escritos em ossos oraculares e cascos de tartaruga registram cinco eclipses lunares que aconteceram durante os séculos XIV a.C. e XIII a.C.[carece de fontes?]

## Outros planetas

### Gigantes gasosos

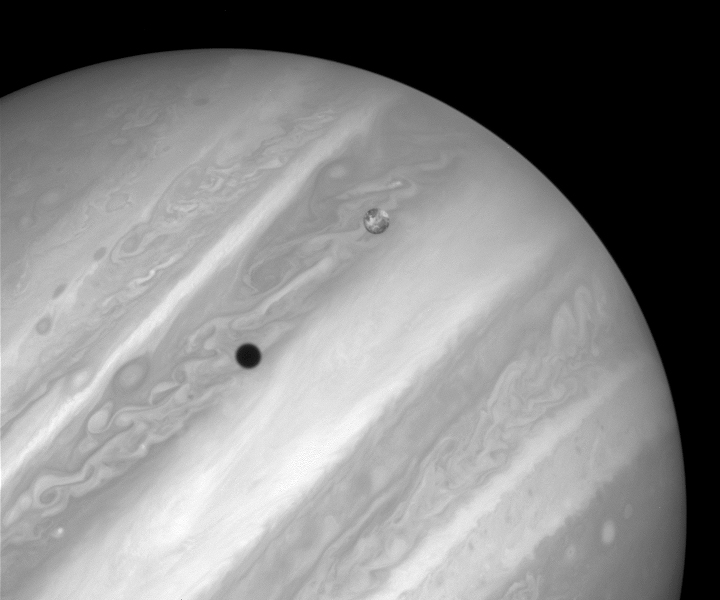
Uma foto de Júpiter e sua lua Io feita pelo Hubble. O ponto escuro em Júpiter é a sombra de Io

Os planetas gigantes gasosos (Júpiter, Saturno, Urano e Netuno) tem muitas luas e apresentam eclipses frequentes. Os mais interessantes envolvem Júpiter, que possui quatro grandes luas e uma inclinação axial pequena, fazendo com que os eclipses sejam mais frequentes à medida que estes corpos passam na sombra de Júpiter. Trânsitos acontecem também com frequência igual. É comum ver luas maiores projetando sombras circulares sobre o topo das nuvens de Júpiter.
As eclipses das luas galileanas por Júpiter tornaram-se bastante previsíveis assim que seus elementos orbitais se tornaram conhecidos. Durante a década de 1670, foi descoberto que estes eventos acontecem cerca de 17 minutos mais tarde que o esperado quando Júpiter estava no lado distante do Sol. Ole Rømer deduziu que a demora era causada pelo tempo necessário para a luz viajar de Júpiter à Terra. Este fenômeno foi usado para produzir a primeira estimativa da velocidade da luz.

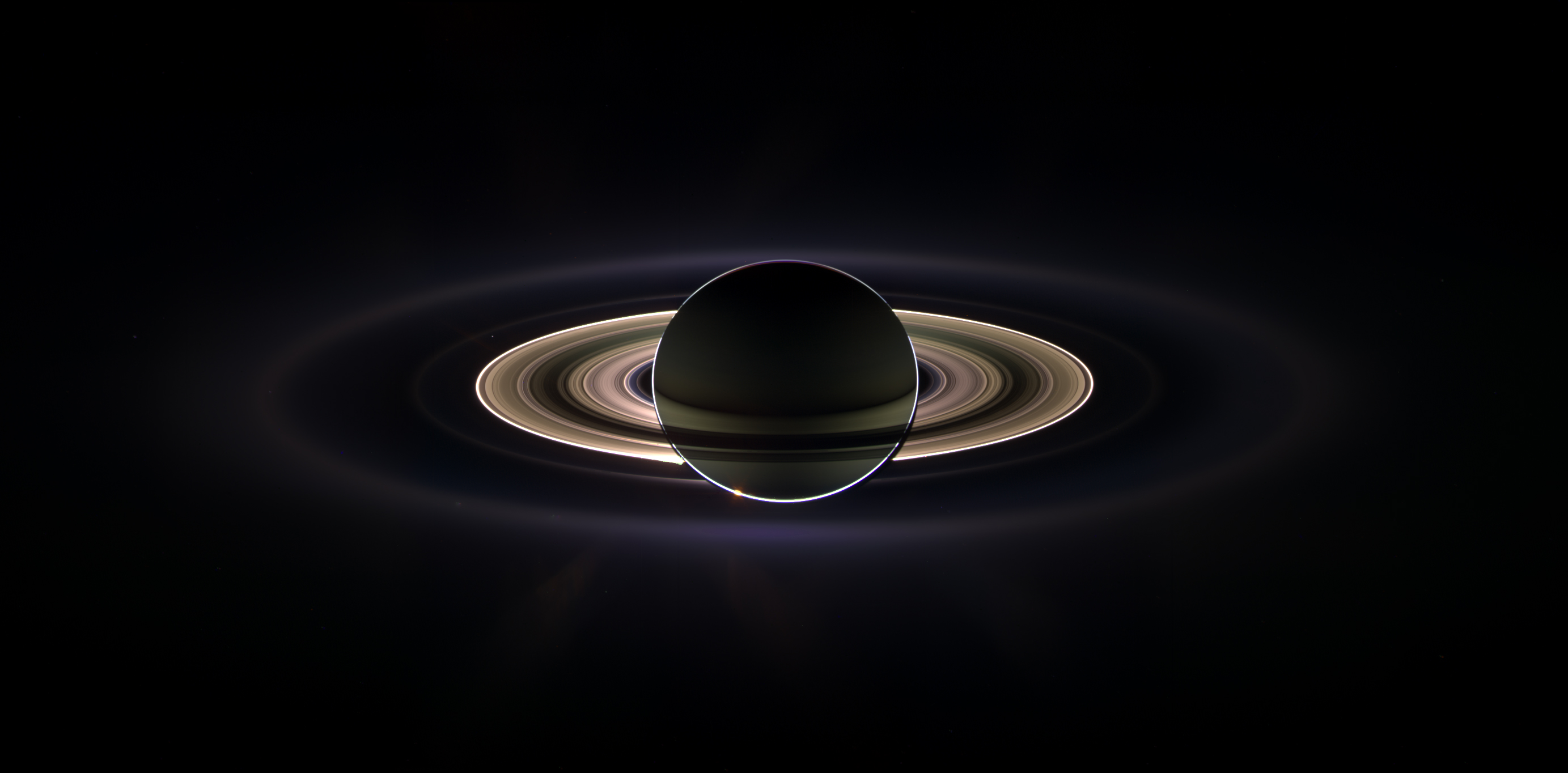
Saturno eclipsa o Sol, visto da sonda espacial Cassini–Huygens.

Nos outros três gigantes gasosos, os eclipses só acontecem em certos períodos durante a órbita do planeta, devido a grande inclinação entre as órbitas das luas e o plano orbital do planeta. Por exemplo, a lua Titã possui um plano orbital inclinado cerca de 1,6° em relação ao plano equatorial de Saturno. Mas Saturno possui uma inclinação axial de cerca de 27°. O plano orbital de Titã só cruza a linha de visada do Sol em dois pontos ao longo da órbita de Saturno. Como o período orbital de Saturno é de 29,7 anos, um eclipse só é possível a cada 15 anos.
O horário dos eclipses dos satélites jovianos também foi usado para calcular a longitude de um observador na Terra. Sabendo o tempo esperado que um eclipse será observado em uma longitude padrão (como o meridiano de Greenwich), o diferença de tempo pode ser computada pela observação cuidadosa da hora local do eclipse. A diferença de tempo dá a longitude do observador por que cada hora de diferença corresponde a 15° em torno do equador da Terra. Esta técnica foi usada, por exemplo, por Giovanni D. Cassini em 1679 para refazer o mapa da França.

### Marte

Fobos transitando pelo Sol, visto pelo robô Opportunity

Em Marte, somente eclipses solares parciais (trânsitos) são possíveis, por que nenhuma de suas luas é grande o suficiente, em seus respectivos raios orbitais, para cobrir o disco do Sol quando visto da superfície do planeta. Eclipses das luas por Marte não são apenas possíveis, mas comuns, com centenas de ocorrências a cada ano terrestre. Existem também ocasiões raras quando Deimos é eclipsado por Fobos. Eclipses marcianos tem sido fotografados tanto da superfície de Marte quando em órbita.

### Plutão
Plutão, com sua lua proporcionalmente maior Caronte, é também o lugar de muitos eclipses. Uma série de eclipses mútuos aconteceu entre 1985 e 1990. Estes eventos diários levaram à primeira medida precisa dos parâmetros físicos dos dois objetos.

### Mercúrio e Vênus
Eclipses são impossíveis em Mercúrio e Vênus, que não tem luas. Entretanto, os dois tem sido observados transitando a face do Sol. Existem cerca de 13 trânsitos de Mercúrio a cada século. Os trânsitos de Vênus acontecem em pares separados por um intervalo de oito anos, mas cada par de eventos acontece menos de uma vez por século

## Estrelas binárias eclipsantes
Um sistema estelar binário consiste de duas estrelas que orbitam o seu centro comum de massa. Os movimentos das duas estrelas está em um plano orbital comum no espaço. Quando este plano está alinhado com o observador, as estrelas podem ser vistas passando em frente uma da outra. O resultado é um tipo de sistema de estrelas variáveis chamado de estrelas binárias eclipsantes.
A luminosidade máxima de um sistema binário eclipsante é igual à soma da contribuição de luminosidade das estrelas individuais. Quando uma estrela passa em frente da outra, a luminosidade do sistema diminui. A luminosidade retorna ao valor normal assim que as estrelas não estão mais alinhadas.
A primeira binária eclipsante descoberta foi Algol, um sistema estelar na constelação Perseus. Normalmente este sistema estelar tem uma magnitude visual de 2,1. Entretanto, a cada 2,867 dias a magnitude diminuir para 3,4 por mais de 9 horas. A causa disto é a passagem do membro menos luminoso,em frente da estrela mais brilhante. O conceito de que um corpo eclipsante causava estas variações de luminosidade foi introduzido por John Goodricke em 1783.